# Tarnów
Tarnów (en alemán: Tarnau, en yidis: טארנא‎, Torna) es una ciudad ubicada en el voivodato de Pequeña Polonia, en Polonia. Con 118 341 habitantes, es la segunda ciudad más poblada del voivodato después de la capital, Cracovia. Su área metropolitana supera los 269 000 habitantes. La ciudad cuenta con una catedral gótica construida en el siglo XV, ruinas de un castillo de los Tarnowski y un museo de arte. Existen en la ciudad fábricas de maquinaria agrícola y de vidrio.

## Historia

### Edad Media
A mediados del siglo IX, en Tarnow de San Martín de Hill (Gora sw. Marcina, 2,5 km del centro de la ciudad de hoy), se estableció un gord eslava, probablemente por los Vistulans. Debido a los esfuerzos de los arqueólogos locales, sabemos que el tamaño de la ERGE fue de casi 16 ha, y estaba rodeado por una muralla. El asentamiento fue destruido probablemente en la década de 1030 o en la década de 1050, ya sea durante una rebelión popular contra el cristianismo, o la invasión checa de Pequeña Polonia. En la mitad del siglo XI, una nueva gord se estableció en el río Biala. Era una propiedad real, que a finales del siglo XI o principios del siglo XII fue entregado a la abadía benedictina de Tyniec. El nombre Tarnów, con una ortografía diferente, fue por primera vez mencionado en un documento del legado apostólico, el cardenal Gil de París (1124).
En 1264 Daniel de Galicia y Boleslao V el Casto se reunieron en la ciudad para establecer las fronteras de sus dominios (Pequeña Polonia y Rutenia Roja). La siguiente mención documentada de Tarnów vino en el año 1309, cuando la lista de milagros de Kinga de Polonia especifica una mujer llamada Marta, que era residente del asentamiento.
En 1327, un caballero llamado Spicymir (escudo de armas Leliwa) compró un pueblo de Tarnów Wielki, y tres años después, fundó su propia ciudad privada. El 7 de marzo de 1330, el rey Vladislao I el codo alto concedido derecho de Magdeburgo a Tarnow. En el mismo año, la construcción de un castillo en la colina de San Martín fue completado por Castellano de Cracovia, Spycimir Leliwita del escudo de armas Leliwa (sus ruinas aún se pueden ver).
Tarnów quedó en manos de la familia Leliwita, de los cuales en el siglo XV surgió la familia Tarnowski. En el siglo XIII, numerosos alemanes emigraron desde Cracovia y Nowy Sącz (véase: Walddeutsche, Ostsiedlung). Durante el siglo XVI los inmigrantes escoceses comenzaron a llegar en grandes números (Dun, Huyson y Nikielson). En 1528 el rey exiliado de Hungría János Szapolyai vivió en la ciudad.[1] La ciudad prosperó durante la Edad de Oro de Polonia, cuando pertenecía a Hetman Jan Tarnowski (1488-1561). En la mitad del siglo XIV, su población era de aplicación 1200, con 200 viviendas ubicadas dentro de la muralla defensiva de la ciudad (el propio muro había sido construido en la mitad del siglo XV, y ampliado en el siglo XVI). En 1467, se completaron los sistemas de abastecimiento de agua y alcantarillado, con grandes cisternas llenas de agua potable construido en la plaza del mercado. En el siglo XVI, durante el período conocido como la Edad de Oro polaca, Tarnów tenía una escuela, una sinagoga, una casa de oración calvinista, iglesias católicas, y hasta doce gremios.

### La Mancomunidad de Polonia-Lituania
Después de la muerte de Jan Tarnowski (16 de mayo de 1561), escultor italiano Jan Maria Padovano comenzó a crear uno de los más bellos ejemplos de lápidas del Renacimiento en la Mancomunidad de Polonia-Lituania. El monumento de atamán Tarnowski es de casi 14 m de altura, y se encuentra en la capilla de Santa Ana, que se encuentra en la nave norte de la catedral de Tarnów. Padovano completó su trabajo en 1573; Además, diseñó el ayuntamiento renacentista, y supervisó su remodelación en la década de 1560. En ese momento, en 28 nichos del ayuntamiento eran retratos de miembros de la familia Tarnowski desde Spicymir Leliwita a Jan Krzysztof Tarnowski, que murió en 1567. En 1570 se convirtió en Tarnów la propiedad de la familia Ostrogski, después de Zofia Tarnowska, la hija del atamán, casado con el príncipe Konstanty Wasyl Ostrogski. En 1588, tras la muerte de Konstanty, la ciudad cambió de manos varias veces, pertenecientes a diferentes familias, lo que frenó su desarrollo. Hasta las particiones de Polonia, Tarnów perteneció al Condado de Pilzno, Voivodato de Sandomierz. La ciudad, como casi todos los lugares de Pequeña Polonia, fue devastada en octubre de 1655, durante la invasión sueca de Polonia, y como resultado, su población se redujo de 2000 a 768. En 1723, la ciudad se convirtió en propiedad de la familia Sanguszko, que compraron a la familia Lubomirski.

### Imperio de Habsburgo
Después de la primera participación de Polonia (1772), Tarnów fue anexado por el Imperio de los Habsburgo, y permaneció en Galitzia austríaca hasta finales de 1918. regla austriaca inicialmente traído cambios positivos, como la ciudad dejó de ser propiedad privada, se convirtió en el asiento de un condado (Alemán:"Kreis"), y de la Diócesis de Tarnów (1783). El 14 de marzo de 1794, Józef Bem nació en Tarnów. En la década de 1830, bajo la influencia de los acontecimientos en el Congreso de Polonia (véase: "Levantamiento de Noviembre"), Tarnów surgió como un centro de organizaciones conspirativo polacos. Los planes para un levantamiento nacional en Galitzia fracasaron a principios de 1846, cuando los campesinos locales comenzaron a asesinar a la nobleza en la masacre de Galitzia. La masacre, dirigida por Jakub Szela (nacido en Smarżowa), comenzó el 18 de febrero de 1846. Las unidades campesinas de Szela rodeado y atacado casas señoriales y los asentamientos ubicados en tres condados - Sanok, Jasło y Tarnów. La revuelta fue de las manos y los austriacos tuvieron que dejar de leerlo.
Tarnów pasó por el período de desarrollo rápido en la segunda mitad del siglo XIX,  debido al programa de construcción de un sistema ferroviario. En 1856 se inauguró la línea ferroviaria, y se inició la construcción de una estación provisional. Los edificios permanentes empezaron a construírse en una fecha imprecisable, hacia 1860. En 1878, el alumbrado de gas se introdujo, y tres años más tarde, apareció el primer periódico diario. En 1888, el Museo Diocesano fue fundada por el reverendo Jozef Baba, y en 1910, Tarnów recibieron los un acueducto moderno, una central eléctrica y un nuevo complejo de la estación principal del ferrocarril. La ciudad sigue siendo un punto de acceso de las actividades conspirativo polacos, con hasta un 20 % de todos los miembros de las Legiones Polacas procedentes de Tarnów y su área. El 10 de noviembre de 1914, unidades del Ejército Imperial Ruso fueron capturados en Tarnów, y permanecieron en la ciudad hasta 6 de mayo de 1915 (ver: "Ofensiva de Gorlice-Tarnów"). En las primeras etapas de la ofensiva, Tarnów fue bombardeada por la artillería pesada alemana-austriaca, que trajo la destrucción de algunos de sus distritos.
En la Plaza del Mercado con la catedral al fondo en la noche del 30 al 31 de octubre de 1918, Tarnów fue la primera ciudad polaca de ser liberado.

### 1918 hasta la actualidad
En la Segunda República Polaca, Tarnów pertenecía a Voivodato de Cracovia, y le dio al país recién creado de muchas figuras destacadas, como Franciszek Latinik y Wincenty Witos. A principios de 1927, se inició la construcción de una gran planta química en la localidad suburbana de Swierczkow, que ahora lleva el nombre de Moscice, y es un barrio de la ciudad. Antes del estallido de la Segunda Guerra Mundial, la población de Tarnów fue de 40 000, de los cuales casi la mitad eran judíos. El 28 de agosto de 1939, sufrió un ataque con bomba que tuvo lugar en la estación de tren de Tarnów.

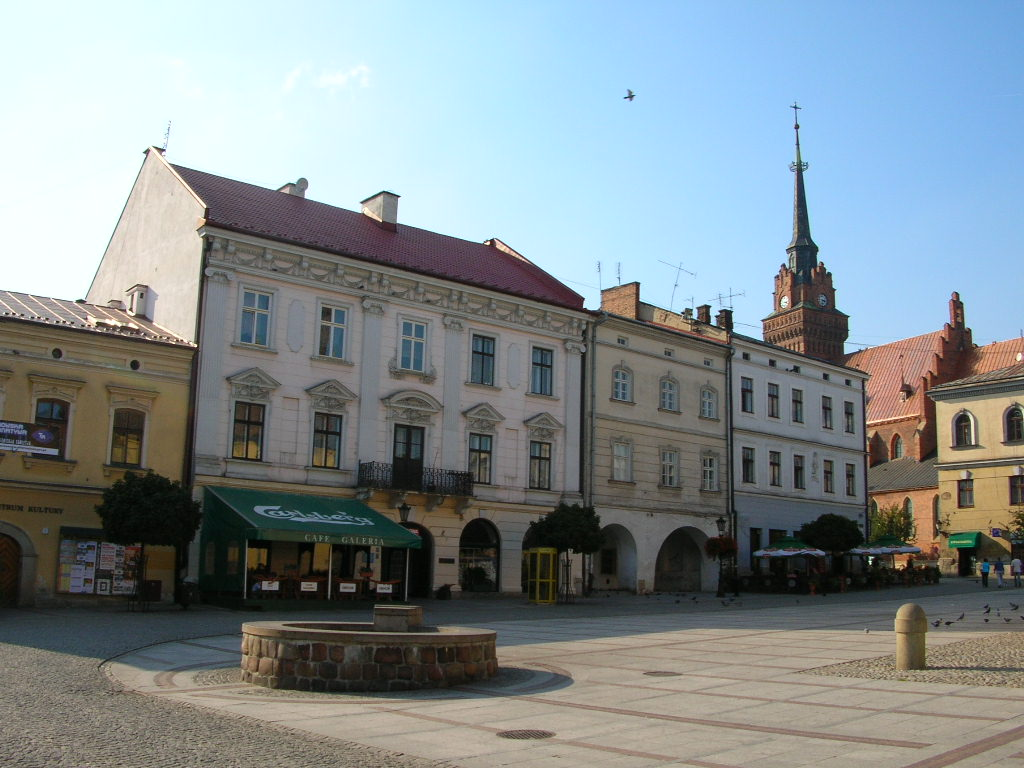
Plaza del Mercado. Al fondo la catedral.

El 14 de junio de 1940, primer transporte de masa que salió en la estación de Tarnów al campo de concentración de Auschwitz, con 728 prisioneros políticos polacos. A lo largo de la ocupación alemana de Polonia la localidad de Tarnów fue un importante centro de la Armia Krajowa (AK) y otras organizaciones de la resistencia. A mediados de 1944, 16º Regimiento de Infantería de AK "Barbara" tomó parte en la Operación Tempestad. La Wehrmacht se retiró de Tarnów el 18 de enero de 1945, y la ciudad fue capturada por el Ejército Rojo. Unos meses más tarde, el Museo de la tierra de Tarnów se abrió, y Tarnów comenzó una recuperación de la posguerra. En 1957, el Teatro Estatal de Ludwik Solski se abrió, y en 1975 Tarnów se convirtió en la capital de un voivodato.

## Geografía
Tarnów se encuentra en las proximidades de los Cárpatos y a la orilla de los ríos Dunajec y Biała. El área de la ciudad abarca más de dos kilómetros, y se divide en 16 distritos, conocidos en polaco como osiedle.

Vista panorámica de Tarnów

## Etimología
La primera mención documentada de la ciudad data de 1105, donde la ciudad se escribía Tharnow. El nombre más tarde cambió a Tarnowo (1229), Tarnów (1327) y posteriormente Tharnow (1473). El nombre Tarnów es ampliamente utilizado por diversos países de la Europa eslava, en tierras que estuvieron habitadas por eslavos, como el este de Alemania, Hungría, y el norte de Grecia. En Bulgaria, por ejemplo, las ciudades Veliko Tarnovo y Malko Tarnovo tienen el mismo nombre. En otros países como en Alemania, Hungría, Eslovenia, Eslovaquia, Serbia, Bosnia y Macedonia del Norte también tienen ciudades bautizadas como Tarnów. El nombre Tarnów proviene de la palabra eslava Tarn, que significa "espina"; es decir, un área cubierta por plantas espinosas.

## Ciudades hermanadas
Tarnów está hermanada con las siguientes ciudades:
- Bila Tserkva (Ucrania)
- Blackburn (Reino Unido)
- Casalmaggiore (Italia)
- Kiskőrös (Hungría)
- Kotlas (Rusia)
- Nowy Sącz (Polonia)
- Schoten (Bélgica)
- Ternópil (Ucrania)
- Trenčín (Eslovaquia)
- Veszprém (Hungría)
- Vinnytsia (Ucrania)